# Feldbergschule

Ehemaliges Logo der Feldbergschule

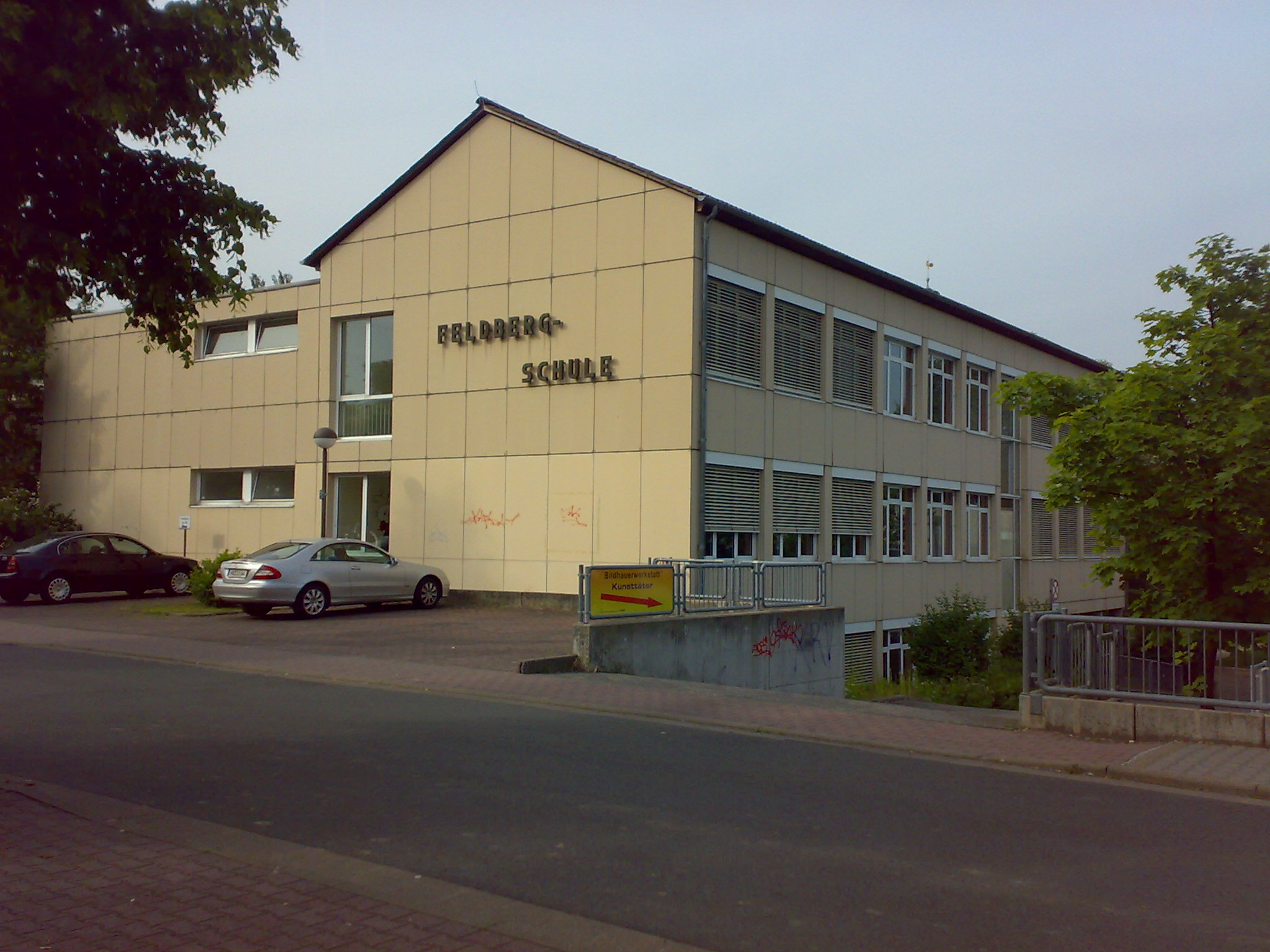
Feldbergschule

Die Feldbergschule (kurz: FSB bzw. FSO) ist eine Berufsschule des Hochtaunuskreises mit Sitz in Oberursel (Taunus). Sie umfasst sechs verschiedene Schulformen. Bis 2011 gab es eine Außenstelle im angrenzenden Bad Homburg vor der Höhe, die durch eine für elf Millionen Euro erbaute Außenstelle in Oberursel ersetzt worden ist. Benannt ist die Feldbergschule nach dem (Großen) Feldberg. Die Schule liegt in der Nähe der Oberurseler Innenstadt und ist dem Rushmoor-Park angegliedert. Neben der Schule befindet sich eine Sporthalle.

## Geschichte

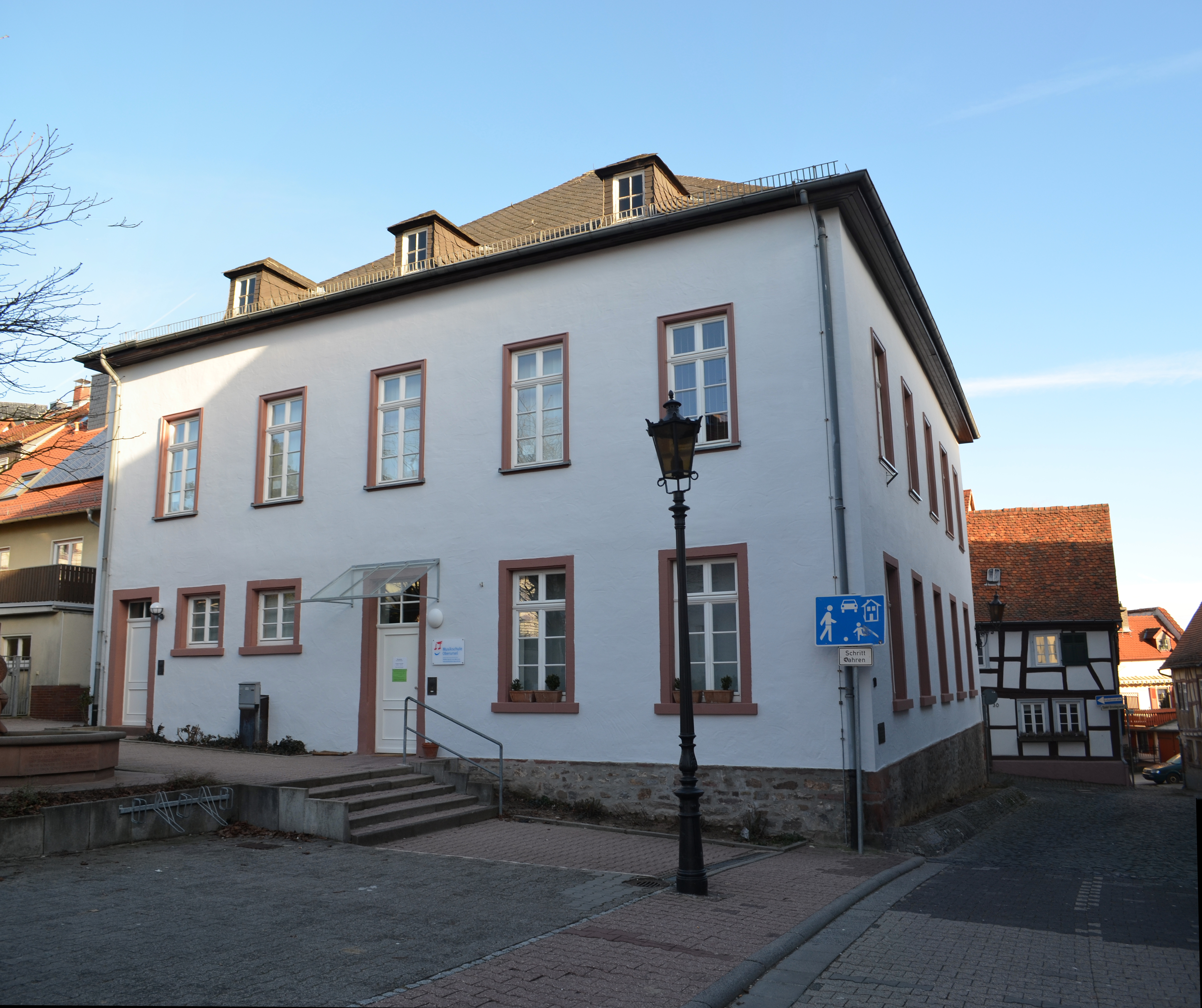
Schule Hollerberg 10, erstes Schulgebäude der Gewerbeschule

Im Winter 1841/42 wurde die Gründung eines Gewerbevereins für das Herzogtum Nassau diskutiert. Am 8. Februar 1843 fand in Wiesbaden dessen erste Generalversammlung statt. Am 9. Mai 1844 genehmigte die Regierung des Herzogtums Nassau die Statuten des Vereins. Eine der Hauptaufgaben des Vereins war die Gründung und der Betrieb von Gewerbeschulen.
1850 wurde in Oberursel ein Lokalgewerbeverein gegründet. Treibende Kraft war Aloys Henninger, ein wegen seiner demokratischen Gesinnung aus dem Schuldienst entlassener Reallehrer. Am 14. April 1850 beschloss der Verein die Gründung einer Gewerbeschule in Oberursel. Die Eröffnung der Schule war am Sonntag, dem 7. April 1850 im Gasthaus „Zum römischen Kaiser“ (heute Oberurseler Brauhaus). Der Unterricht wurde in der Volksschule am Hollerberg gehalten. 50 Schüler wurden von einem Lehrer unterrichtet.
Der Oberurseler Verein schlief bald wieder ein. Die Schule wurde aber vom Wiesbadener Gesamtverein weiterbetrieben. 1855 erfolgte eine Neugründung des Oberurseler Vereins und der Unterricht wurde reorganisiert. Sonntags wurde Zeichnen unterrichtet, abends Geschäftsaufsätze, Buchführung, Rechnen und Geometrie. Finanziert wurde die Schule Aus Mitteln des Vereins, der Gemeinde, aus Schulgeld und zur Hälfte durch die Regierung.
1871 wurde aufgrund der Reichsgewerbeordnung die allgemeine Schulpflicht für Lehrlinge eingeführt.
1877 wurde die Bürgerschule (heute Grundschule Mitte) eröffnet und die Gewerbeschule erhielt im Schulhaus am Hollerberg eigene Räume. Nachdem diese von der Gemeindeverwaltung benötigt wurden, erhielt die Gewerbeschule 903 einige Räume in der Bürgerschule.
In der zweiten Hälfte des 19. Jahrhunderts waren auf dem Gebiet des heutigen Hochtaunuskreises 19 Gewerbeschulen und mehrere Landwirtschaftsschulen entstanden. 1908/09 wurde die Schule erstmals nach beruflichen Kriterien gegliedert. So wurden Klassen für „Eisenverarbeiter“, „Bauhandwerker“ und „Schmückende Gewerbe“ eingerichtet. Ab 1913 gab es auch eine kaufmännische Klasse.
Zum 1. April 1920 wurde die Stadt Oberursel Schulträger. Otto Ludwig wurde gleichzeitig erster hauptamtlicher Lehrer und Leiter der Schule.
Die Gleichschaltung der Schulen in der Zeit des Nationalsozialismus hatten vergleichsweise geringe Auswirkung. Seit 1935 wurden Luftfahrlehrgänge im Rahmen der vormilitärischen Ausbildung durchgeführt. Ab 1936 wurden jüdische Lehrlinge nicht mehr zu Prüfungen zugelassen.
1938 wurde die Schule von drei auf fünf Räume erweitert. Grund war, dass sie nun auch für die Schüler aus Weißkirchen, Stierstadt und Kalbach zuständig war. Nun besuchten 398 Schüler die Schule. Weiterhin wurde in diesem Jahr eine hauswirtschaftliche Klasse eingerichtet und mit Fräulein Ziegler die erste weibliche Lehrkraft eingestellt.
Im Zweiten Weltkrieg war der Unterricht durch den Kriegsdienst der Lehrer beeinträchtigt. Im Januar 1945 wurde in der Schule ein Lazarett eingerichtet. Am 30. März 1945 wurde die Schule nach dem Einmarsch der Amerikaner geschlossen und am 7. Januar 1946 wiedereröffnet. Mit Erlass vom 1. Februar 1946 des Regierungspräsidenten wurde festgelegt, dass die gewerbliche und kaufmännische Ausbildung in Bad Homburg und Oberursel konzentriert werden solle. Der ganze westliche Obertaunuskreis wurde damit zum Einzugsbereich der Schule. Die Schülerzahl stieg von 695 in 1948 auf 1380 in 1955. Entsprechend wurde ein größeres Schulhaus benötigt. Die Grundsteinlegung hierzu erfolgte am 14. August 1954 am heutigen Standort in der Oberhöchststädter Straße. In drei Bauabschnitten wurde bis 1960 für zwei Millionen Deutsche Mark der Neubau errichtet.
1956 wurde eine Berufsaufbauschule in Teilzeitform, 1957 eine hauswirtschaftlich-pflegerische Berufsfachschule eröffnet. 1966 erhielt die Schule den Namen Städtische Berufs- und Berufsfachschule Obeursel.
1969 begann eine Aufgabenteilung der Berufsschulen in Oberursel und Bad Homburg. Oberursel spezialisierte sich auf metallgewerbliche und kaufmännische und Bad Homburg auf elektrotechnische und allgemeingewerbliche Berufe.
Am 1. Juli 1970 wurde der Obertaunuskreis Schulträger und die Schule erhielt am 9. Oktober 1970 den Namen Feldbergschule Oberursel. 1973 wurde ein Erweiterungsbau bezogen. Fortan bestanden neun Klassenräume. 1974 kam eine Sporthalle und eine Kfz-Lehrwerkstatt hinzu.
1975 wurde in einem Modellversuch ein freiwilliges Berufsgrundschuljahr für Metalltechnik eingerichtet. 1977 folgte eine Fachoberschule (einjährige Form) für „Wirtschaft und Verwaltung“, 1978 desgleichen für „Maschinenbau“. Da nun erneut Platzmangel bestand, wurden Räume in der Grundschule Mitte mitbenutzt, bis 1990 die nächsten Ausbauten erfolgt waren. Zunächst wurde aber 1982 Fachräume für elektronische Datenverarbeitung, Phonotypie und Pneumatik in Betrieb genommen.
Treibende Kraft dieser Jahre war der Schuldirektor Friedrich Jahn, der 1965 bis 1990 an der Spitze der Schule stand und für seine Leistungen mit dem Bundesverdienstkreuz ausgezeichnet wurde.
1997 wurde die zweijährige Fachoberschule (Form A) in der Fachrichtung „Wirtschaft und Verwaltung“ und 2000 in „Maschinenbau“ eingerichtet.
Im Rahmen der Neuordnung der Berufsschulstandorte im Hochtaunuskreis wechselten die Auszubildenden des Metallbereichs, die Schüler der zweijährigen Berufsfachschule Metalltechnik sowie der ein- und zweijährigen Fachoberschule Maschinenbau an die neu gegründete gewerblich-technische Hochtaunusschule in Oberursel.
Im Gegenzug wechselten alle kaufmännisch Auszubildenden, die Schüler der Berufsvorbereitungsjahres, der zweijährigen kaufmännischen Berufsfachschule sowie der einjährigen Höheren Handelsschule von der ehemaligen Georg-Kerscheiner-Schule in Bad Homburg an die Feldbergschule.

## Schulformen
Die bekanntesten Schulformen der Feldbergschule sind das Wirtschaftsgymnasium (berufliches Gymnasium) und die Fachoberschule mit den Fachrichtungen Wirtschaft und Verwaltung sowie Wirtschaftsinformatik. Im beruflichen Gymnasium wird seit dem Schuljahr 2007/08 zweisprachiger Unterricht angeboten. Das Hauptfach Wirtschaft kann dort in englischer Sprache bis zum Abitur belegt werden.
Weitere Schulformen sind die höhere Handelsschule (einjährig) und eine Berufsfachschule im Bereich Wirtschaft und Verwaltung sowie Berufsschulunterricht. Außerdem besitzt die Feldbergschule ein Fremdsprachensekretariat. Das Berufsgrundbildungsjahr und Berufsvorbereitungsjahr wurde in der Außenstelle in Bad Homburg vor der Höhe unterrichtet.

## Schulleiter
- 1898–1907: Jean Sabel
- 1907–1909: Karl Rompel
- 1909–1914: Jean Koch
- 1914–1918: Heinrich Spang
- 1918–1919: Fr. Zöller
- 1919–1920: Gustav Knaben
- 1920–1931: Otto Ludwig
- 1931–1965: Wilhelm Pristaff
- 1965–1988: Friedrich Jahn
- 1988–2009: Gerd-Alexander Portz
- 2009–2022: Peter Selesnew
- seit 2022: Ingo Winter

## Absolventen
- Max Schradin (* 1978), Fernsehmoderator

## Pilotprojekt „selbständige berufliche Schule“
Seit 2011 beteiligt sich die Feldbergschule am Pilotprojekt „selbständige berufliche Schule“ in Hessen und verwaltet ein eigenes Finanzbudget. Statt Frontalunterricht werden offene Lernformen praktiziert. In der Berufsschule für Einzelhandel wurde die Schulfirma Projekt „Bagpackers“ gegründet.
Im Rahmen der Wirtschaftsinformatik im ersten Schuljahr müssen die Schüler parallel zum Unterricht ein Berufspraktikum bei der Schulfirma tun e. V. absolvieren, in der sie PCs für Kunden konfigurieren und reparieren. Typische Arbeiten sind das Aufspielen von Betriebssystemen oder die Analyse von Computersystemen und das anschließende Beheben von Problemen.